# Pseudotrichonotus xanthotaenia
Pseudotrichonotus xanthotaenia is een straalvinnige vissensoort uit de familie van pseudotrichonoten (Pseudotrichonotidae). De wetenschappelijke naam van de soort is voor het eerst geldig gepubliceerd in 1992 door Parin.